# European Challenge Cup 2010-2011
La European Challenge Cup 2010-11 (in inglese 2010-11 European Challenge Cup; in francese Challenge européen 2010-11), per motivi di sponsorizzazione nota anche come Amlin Challenge Cup 2010-11, fu la 15ª edizione della European Challenge Cup, competizione per club di rugby a 15 organizzata da European Rugby Cup come torneo cadetto della Heineken Cup.
Si tenne dal 7 ottobre 2010 al 21 maggio 2011 tra 20 squadre provenienti da 6 federazioni (Francia, Inghilterra, Irlanda, Italia, Romania e Spagna).
Come l'anno precedente, accolse a partire dai quarti di finale le migliori tre squadre non qualificate alle fasi a eliminazione diretta di Heineken Cup, nessuna delle quali, tuttavia, giunse più avanti della semifinale: il torneo fu vinto, per la terza volta, dai londinesi Harlequins che batterono in finale i parigini dello Stade français con il punteggio di 19-18 al termine di una gara equilibrata e decisa solo nel finale.
La competizione ebbe anche una coda sotto l'aspetto disciplinare perché Bourgoin-Jallieu e Newcastle furono deferiti per la mancata disputa dell'incontro che li vedeva di fronte nella fase a gironi in casa del club francese; data l'impraticabilità del campo, infatti, l'incontro avrebbe dovuto giocarsi il giorno dopo, ma gli inglesi non si presentarono, mentre invece ai francesi fu imputata la mancanza di diligenza nel fornire una sede alternativa.
Entrambe le società furono punite con un anno di squalifica con la sospensione della sanzione a condizione che per un quinquennio non si rendessero responsabili di analoga irregolarità, ma l'incontro fu dato vinto per 28-0 e 5 punti in classifica al Bourgoin-Jallieu.

## Formula
La formula fu quella introdotta nel 2009-10 da European Rugby Cup: le 20 squadre furono suddivise in 5 gironi all'italiana da 4 squadre ciascuno con gare di andata e ritorno; furono promosse ai quarti di finale solo le cinque squadre vincitrici di girone, cui si affiancarono le tre migliori non qualificate ai quarti della Heineken Cup 2010-11.
Alle prime quattro vincitrici di girone della Challenge Cup fu assegnato un seeding da 1 a 4, determinato in base al punteggio conseguito nel girone e, a seguire, le mete segnate e la differenza punti fatti/subiti; con lo stesso criterio di punteggio le tre squadre provenienti dalla Heineken Cup ricevettero il seeding da 5 a 7.
La quinta miglior vincitrice ricevette il seeding numero 8 e dovette affrontare la vincitrice con il seeding numero 1 nei quarti di finale.
Le squadre con il seeding da 1 a 4 disputarono la gara di quarti di finale sul campo interno; nelle semifinali la squadra di casa fu quella con il seeding più alto all'inizio della fase a eliminazione diretta.
La finale si tenne al Cardiff City Stadium, impianto della capitale del Galles.

## Squadre partecipanti
| Girone 1                                                                                   | Girone 2                                                                                 | Girone 3                                                                                              | Girone 4                                                                                           | Girone 5                                                                              |
| ------------------------------------------------------------------------------------------ | ---------------------------------------------------------------------------------------- | --- | -------------------------------------------------------------------------------------------------- | ------------------------------------------------------------------------------------- |
| - Bayonne (Francia) - Harlequins (Inghilterra) - Connacht (Irlanda) - I Cavalieri (Italia) | - Brive (Francia) - Sale Sharks (Inghilterra) - Petrarca (Italia) - El Salvador (Spagna) | - Bourgoin-Jallieu (Francia) - Montpellier (Francia) - Exeter (Inghilterra) - Newcastle (Inghilterra) | - Stade français (Francia) - Leeds Carnegie (Inghilterra) - Crociati (Italia) - Bucarest (Romania) | - Agen (Francia) - La Rochelle (Francia) - Gloucester (Inghilterra) - Rovigo (Italia) |

## Fase a gironi

### Girone A
|            | Incontri girone 1        |       |
| ---------- | ------------------------ | ----- |
| 9-10-2010  | I Cavalieri — Connacht   | 23-21 |
| 10-10-2010 | Bayonne — Harlequins     | 16-12 |
| 15-10-2010 | Connacht — Bayonne       | 16-13 |
| 16-10-2010 | Harlequins — I Cavalieri | 55-17 |
| 12-12-2010 | Harlequins — Connacht    | 20-9  |
| 12-12-2010 | Bayonne — I Cavalieri    | 65-7  |
| 17-12-2010 | Connacht — Harlequins    | 9-15  |
| 20-12-2010 | I Cavalieri — Bayonne    | 7-31  |
| 15-1-2011  | Bayonne — Connacht       | 21-35 |
| 15-1-2011  | I Cavalieri — Harlequins | 16-48 |
| 22-1-2011  | Connacht — I Cavalieri   | 83-7  |
| 22-1-2011  | Harlequins — Bayonne     | 39-17 |

#### Classifica
| Pos | Squadra     | G | V | N | P | PF  | PS  | P±   | BP | PT |
| --- | ----------- | - | - | - | - | --- | --- | ---- | -- | -- |
| 1   | Harlequins  | 6 | 5 | 0 | 1 | 189 | 84  | 105  | 4  | 24 |
| 2   | Connacht    | 6 | 3 | 0 | 3 | 173 | 99  | 74   | 3  | 15 |
| 3   | Bayonne     | 6 | 3 | 0 | 3 | 163 | 116 | 47   | 3  | 15 |
| 4   | I Cavalieri | 6 | 1 | 0 | 5 | 77  | 303 | −226 | 0  | 4  |

### Girone B
|            | Incontri girone 2         |       |
| ---------- | ------------------------- | ----- |
| 8-10-2010  | Sale Sharks — El Salvador | 97-11 |
| 8-10-2010  | Brive — Petrarca          | 32-6  |
| 16-10-2010 | Petrarca — Sale Sharks    | 9-56  |
| 16-10-2010 | El Salvador — Brive       | 3-116 |
| 11-12-2010 | Petrarca — El Salvador    | 37-10 |
| 11-12-2010 | Brive — Sale Sharks       | 18-9  |
| 19-12-2010 | El Salvador — Petrarca    | 37-16 |
| 19-12-2010 | Sale Sharks — Brive       | 13-15 |
| 14-1-2011  | Brive — El Salvador       | 52-3  |
| 14-1-2011  | Sale Sharks — Petrarca    | 54-0  |
| 22-1-2011  | El Salvador — Sale Sharks | 5-50  |
| 22-1-2011  | Petrarca — Brive          | 20-24 |

#### Classifica
| Pos | Squadra     | G | V | N | P | PF  | PS  | P±   | BP | PT |
| --- | ----------- | - | - | - | - | --- | --- | ---- | -- | -- |
| 1   | Brive       | 6 | 6 | 0 | 0 | 257 | 54  | 203  | 3  | 27 |
| 2   | Sale Sharks | 6 | 4 | 0 | 2 | 279 | 58  | 221  | 5  | 21 |
| 3   | Petrarca    | 6 | 1 | 0 | 5 | 88  | 213 | −125 | 2  | 6  |
| 4   | El Salvador | 6 | 1 | 0 | 5 | 69  | 368 | −299 | 0  | 4  |

### Girone C
|            | Incontri girone 3              |       |
| ---------- | ------------------------------ | ----- |
| 7-10-2010  | Newcastle — Bourgoin-Jallieu   | 22-16 |
| 9-10-2010  | Exeter — Montpellier           | 13-20 |
| 15-10-2010 | Bourgoin-Jallieu — Exeter      | 19-34 |
| 4-10-2010  | Montpellier — Newcastle        | 32-8  |
| 9-12-2010  | Montpellier — Bourgoin-Jallieu | 39-14 |
| 11-12-2010 | Exeter — Newcastle             | 36-10 |
| 18-12-2010 | Bourgoin-Jallieu — Montpellier | 36-18 |
| 19-12-2010 | Newcastle — Exeter             | 26-24 |
| 14-1-2011  | Newcastle — Montpellier        | 0-6   |
| 15-1-2011  | Exeter — Bourgoin-Jallieu      | 17-6  |
| 22-1-2011  | Bourgoin-Jallieu — Newcastle   | 28-0  |
| 22-1-2011  | Montpellier — Exeter           | 32-30 |

#### Classifica
| Pos | Squadra          | G | V | N | P | PF  | PS  | P±  | BP | PT |
| --- | ---------------- | - | - | - | - | --- | --- | --- | -- | -- |
| 1   | Montpellier      | 6 | 5 | 0 | 1 | 147 | 101 | 46  | 1  | 21 |
| 2   | Exeter           | 6 | 3 | 0 | 3 | 154 | 113 | 41  | 4  | 16 |
| 3   | Bourgoin-Jallieu | 6 | 2 | 0 | 4 | 119 | 130 | −11 | 3  | 11 |
| 4   | Newcastle        | 6 | 2 | 0 | 4 | 66  | 142 | −76 | 1  | 9  |

### Girone D
|            | Incontri girone 4         |       |
| ---------- | ------------------------- | ----- |
| 7-10-2010  | Stade français - Crociati | 57-6  |
| 9-10-2010  | Bucarest — Leeds          | 9-23  |
| 16-10-2010 | Bucarest — Crociati       | 20-15 |
| 17-10-2010 | Leeds — Stade français    | 13-22 |
| 11-12-2010 | Bucarest — Stade français | 20-29 |
| 12-12-2010 | Leeds — Crociati          | 55-6  |
| 16-12-2010 | Stade français — Bucarest | 35-7  |
| 19-12-2010 | Crociati — Leeds          | 6-46  |
| 15-1-2011  | Crociati — Bucarest       | 16-12 |
| 16-1-2011  | Stade français — Leeds    | 39-10 |
| 23-1-2011  | Crociati — Stade français | 17-34 |
| 23-1-2011  | Leeds — Bucarest          | 26-6  |

#### Classifica
| Pos | Squadra        | G | V | N | P | PF  | PS  | P±   | BP | PT |
| --- | -------------- | - | - | - | - | --- | --- | ---- | -- | -- |
| 1   | Stade français | 6 | 6 | 0 | 0 | 216 | 73  | 143  | 5  | 29 |
| 2   | Leeds Carnegie | 6 | 4 | 0 | 2 | 173 | 88  | 85   | 3  | 19 |
| 3   | Bucarest       | 6 | 1 | 0 | 5 | 74  | 148 | −74  | 1  | 5  |
| 4   | Crociati       | 6 | 1 | 0 | 5 | 70  | 224 | −154 | 1  | 5  |

### Girone E
|            | Incontri girone 5        |       |
| ---------- | ------------------------ | ----- |
| 8-10-2010  | Agen — Gloucester        | 26-19 |
| 9-10-2010  | Rovigo — La Rochelle     | 3-38  |
| 16-10-2010 | Gloucester — Rovigo      | 90-7  |
| 16-10-2010 | La Rochelle — Agen       | 30-23 |
| 11-12-2010 | Rovigo — Agen            | 10-33 |
| 11-12-2010 | La Rochelle — Gloucester | 6-13  |
| 18-12-2010 | Agen — Rovigo            | 61-11 |
| 19-12-2010 | Gloucester — La Rochelle | 18-24 |
| 13-1-2011  | Agen — La Rochelle       | 17-28 |
| 15-1-2011  | Rovigo — Gloucester      | 7-55  |
| 20-1-2011  | Gloucester — Agen        | 60-7  |
| 20-1-2011  | La Rochelle — Rovigo     | 71-17 |

#### Classifica
| Pos | Squadra     | G | V | N | P | PF  | PS  | P±   | BP | PT |
| --- | ----------- | - | - | - | - | --- | --- | ---- | -- | -- |
| 1   | La Rochelle | 6 | 5 | 0 | 1 | 197 | 91  | 106  | 4  | 24 |
| 2   | Gloucester  | 6 | 4 | 0 | 2 | 255 | 77  | 178  | 5  | 21 |
| 3   | Agen        | 6 | 3 | 0 | 3 | 167 | 158 | 9    | 3  | 15 |
| 4   | Rovigo      | 6 | 0 | 0 | 6 | 55  | 348 | −293 | 0  | 0  |

## Ordine di qualificazione
| Ordine                  | Squadra              | Pt                   | Mt                   | Diff                 |
| Vincitrici di girone    | Vincitrici di girone | Vincitrici di girone | Vincitrici di girone | Vincitrici di girone |
| ----------------------- | -------------------- | -------------------- | -------------------- | -------------------- |
| 1                       | Stade français       | 29                   | 29                   | +143                 |
| 2                       | Brive                | 27                   | 34                   | +203                 |
| 3                       | La Rochelle          | 24                   | 26                   | +106                 |
| 4                       | Harlequins           | 24                   | 21                   | +105                 |
| 8                       | Montpellier          | 21                   | 10                   | +46                  |
| Seconde classificate HC |                      |                      |                      |                      |
| 5                       | Wasps                | 15                   | 13                   | +34                  |
| 6                       | Clermont             | 19                   | 14                   | +20                  |
| 7                       | Munster              | 16                   | 17                   | +21                  |
| —                       |                      |                      |                      |                      |
| —                       |                      |                      |                      |                      |

## Fase a playoff
|  | Quarti di finale | Quarti di finale | Quarti di finale |                |             | Semifinali     | Semifinali | Semifinali |  |  | Finale | Finale     | Finale |
|  |                  |                  |                  |                |             |                |            |            |  |  |        |            |        |
|  | 2                | Brive            | 37               |                |             |                |            |            |  |  |        |            |        |
|  | 7                | Munster          | 42               |                |             |                |            |            |  |  |        |            |        |
|  | 7                | Munster          | 42               |                | 7           | Munster        | 12         |            |  |  |        |            |        |
|  |                  |                  |                  |                | 7           | Munster        | 12         |            |  |  |        |            |        |
|  |                  | 4                | Harlequins       | 20             |             |                |            |            |  |  |        |            |        |
|  | 4                | 4                | Harlequins       | 20             | Harlequins  | 32             |            |            |  |  |        |            |        |
|  | 4                |                  |                  |                | Harlequins  | 32             |            |            |  |  |        |            |        |
|  | 5                | Wasps            | 22               |                |             |                |            |            |  |  |        |            |        |
|  |                  |                  |                  |                |             |                |            |            |  |  | 4      | Harlequins | 19     |
|  |                  |                  | 1                | Stade français | 18          |                |            |            |  |  |        |            |        |
|  | 1                | Stade français   | 32               |                |             |                |            |            |  |  |        |            |        |
|  | 8                | Montpellier      | 28               |                |             |                |            |            |  |  |        |            |        |
|  | 8                | Montpellier      | 28               |                | 1           | Stade français | 29         |            |  |  |        |            |        |
|  |                  |                  |                  |                | 1           | Stade français | 29         |            |  |  |        |            |        |
|  |                  | 6                | Clermont         | 25             |             |                |            |            |  |  |        |            |        |
|  | 3                | 6                | Clermont         | 25             | La Rochelle | 13             |            |            |  |  |        |            |        |
|  | 3                |                  |                  |                | La Rochelle | 13             |            |            |  |  |        |            |        |
|  | 6                | Clermont         | 23               |                |             |                |            |            |  |  |        |            |        |

### Quarti di finale
| Arbitro: | Dave Pearson |

|                                              |      |                                            |
| Uys 17’ Estebanez 20’ Palisson 70’ Perry 80’ | mt   | 1’, 22’ Howlett 4’, 46’ Earls 50’ Stringer |
| Belie 17’, 20’, 70’, 80’                     | tr   | 1’, 22’, 46’, 50’ O’Gara                   |
| Belie 10’, 36’, 45’                          | c.p. | 53’, 66’, 68’ O’Gara                       |

| Arbitro: | Christophe Berdos |

|                               |      |                                     |
| Care 1’ Fa’asavalu 4’         | mt   | 11’ Jewell 51’ Lindsay 71’ Haughton |
| Evans 1’, 4’                  | tr   | 11’, 51’ Walder                     |
| Evans 28’, 35’, 40’, 46’, 59’ | c.p. |                                     |
| Evans 76’                     | drop | 24’ Walder                          |

| Arbitro: | Alan Lewis |

|                                                  |      |                                                    |
| Southwell 26’ Rabadan 30’ tecnica 53’ Burban 59’ | mt   | 9’ Chkhaidze                                       |
| Dupuy 26’ Beauxis 53’, 59’                       | tr   | 9’ Paillaugue                                      |
| Beauxis 50’, 67’                                 | c.p. | 7’, 12’, 21’ Paillaugue 35’, 48’, 61’, 63’ Lagarde |

| Arbitro: | George Clancy |

|                   |      |                               |
| G. Goosen 63’     | mt   | 13’ Rougerie 71’ Murimurivalu |
| G. Goosen 63’     | tr   | 13’, 71’ B. James             |
| G. Goosen 7’, 17’ | c.p. | 3’, 28’, 76’ B. James         |

### Semifinali
| Arbitro: | Romain Poite |

|                          |      |                    |
| F. Jones 40’ Howlett 78’ | mt   | 9’ Robson 34’ Care |
| O’Gara 40’               | tr   | 9’ Evans 34’ Care  |
|                          | c.p. | 49’, 59’ Clegg     |

| Arbitro: | Nigel Owens |

|                                 |      |                                     |
| Arias 21’ Boussès 65’           | mt   | 16’ Pisi 48’ B. Russell 76’ Cudmore |
| Beauxis 21’, 65’                | tr   | 16’, 48’ Parra                      |
| Beauxis 12’, 27’, 32’, 36’, 56’ | c.p. | 14’, 46’ Parra                      |

### Finale
| Arbitro: | George Clancy |

| |              | |
| Camacho 76’ | mt           | |
| Evans 76’ | tr           | |
| Evans 6’, 16’, 27’, 66’ | c.p.         | 12’, 32’, 46’, 57’ Beauxis |
| | drop         | 47’ Bastareaud 72’ Rodríguez |
| · Brown · Camacho · 75’ Lowe · Turner-Hall · Monye · Evans · Care · Marler · Gray · Johnston · Kohn · Robson · 60’ Fa’asavalu · Robshaw (c) · Easter | Formazioni   | · Rodríguez · Arias · Bastareaud · Boussès · Camara · Beauxis · Dupuy · Roncero · Bonfils · Attoub · Palmer · Papé · Haskell · Burban 37’ · Parisse |
| · 60’ W. Skinner · 75’ Chisholm | Sostituzioni | · Leguizamón 37’ |
| Conor O'Shea | Allenatori   | Michael Cheika |